# Hans Falke (U-1279)
Hans Falke (7 de Janeiro de 1920 - 3 de Fevereiro de 1945) foi um comandante de U-Boot que serviu na Kriegsmarine durante a Segunda Guerra Mundial.